# 夜之女王浮雕
夜之女王浮雕（英語：Queen of the Night Relief），旧称伯尼浮雕（英語：Burney Relief），是一块美索不达米亚伊辛-拉尔萨时期或旧巴比伦时期的泥塑板，以高浮雕表现了一位生有翅膀、脚为鸟爪的裸体女神，站立在两头狮子身上，两侧则各有一只猫头鹰。学者认为，浮雕描绘的是埃列什基伽勒或伊南娜，年代约为西元前1800至1750年，来源于美索不达米亚南部，具体的发现地点尚不确定。现藏伦敦大英博物馆。

## 流转
浮雕最初由一名叙利亚商人所拥有，可能在1924年收购于伊拉克南部。后来，浮雕被送到大英博物馆，由哈罗德·普伦德莱斯博士于1933年进行了分析。然而，1935年，博物馆拒绝购买。浮雕便被送到伦敦古董商賽德尼·伯尼的手中，此后便以“伯尼浮雕”的名字出现。1936年，浮雕首次在《伦敦画报》（The Illustrated London News）上全页刊出，引起公众注意。从伯尼手中，它又被转卖至诺曼·柯尔维尔的收藏中，后者去世后被日本收藏家坂本五郎在拍卖会上购得。然而，英国当局拒绝发给出口许可证。1980年至1991年间，浮雕借给大英博物馆展出。到2003年，大英博物馆终于以150万英镑的价格将浮雕买下，作为建馆250周年庆祝活动的一部分。博物馆还将浮雕更名为“夜之女王浮雕”。自那时以来，该物品在英国的各个博物馆巡回展出。由于浮雕不是考古发掘得来，因此原始出处尚不明确，也无法了解来源或发现背景。对浮雕的研究只能依赖于与已知日期和产地的其他物品的风格比较、图像学分析以及对美索不达米亚神话和宗教文本来源的解释。